# Buena Vista Social Club (documentaire)
Buena Vista Social Club is een documentaire van Wim Wenders uit 1999 die toont hoe Ry Cooder, lang bevriend met Wenders, een aantal legendarische Cubaanse muzikanten bij elkaar brengt en hoe ze samen een album opnemen. Ook bevat het opnames van concerten en interviews. Door dit album werden de muzikanten, waarvan velen al 80 tot 90 jaar oud, wereldwijd bekend. Onder hen zijn Ibrahim Ferrer, Compay Segundo, Rubén González, Eliades Ochoa en Pío Leiva. De film werd in 2000 genomineerd voor een Academy Award. Het muziekalbum had anno 2004 wereldwijd 8,7 miljoen exemplaren verkocht. 
Eind 2004 kwam er een vervolg op de film uit: Música Cubana - Sons of Buena Vista, geregisseerd door German Kral. De film draait vooral om Pío Leyva (1917-2006), die in de eerste film nog slechts een kleine rol had. De film kreeg weinig bijval.
De film is vernoemd naar een bekende muziekclub in Havana.